# Tournefortia subtropica
Tournefortia subtropica är en strävbladig växtart som först beskrevs av Charles Baron Clarke, och fick sitt nu gällande namn av Banerjee. Tournefortia subtropica ingår i släktet Tournefortia och familjen strävbladiga växter. Inga underarter finns listade i Catalogue of Life.